# Raiffeisen-Landesbank Steiermark
Die Raiffeisen-Landesbank Steiermark AG ist eine österreichische Regionalbank mit Sitz in Graz. Sie ist die größte Bank und Spitzeninstitut der Raiffeisen-Bankengruppe Steiermark.

## Geschichte
Die erste Darlehenskasse nach dem System Friedrich Wilhelm Raiffeisens entstand 1886 in der Untersteiermark in Roßwein bei Marburg. 1894 wurden insgesamt 19 Darlehenskassen in der Steiermark gegründet. Im Jahr 1900 wurde als Einheitsverband von Geld- und Warengenossenschaften, der „Verband der landwirtschaftlichen Genossenschaften in Steiermark“ gegründet. Ab 1903 hatte dieser Verband auch die Revisionsbefugnis für die Raiffeisenkassen.
Am 7. April 1927 kam es unter dem Eindruck der Weltwirtschaftskrise zur Trennung von Geld- und Warengenossenschaften. Als Geld-, Organisations- und Revisionsverband wurde der „Landesverband der steirischen Raiffeisenkassen und landwirtschaftlichen Genossenschaften – Steirischer Raiffeisenverband“, als Vorgänger der heutigen Raiffeisen-Landesbank Steiermark AG, gegründet. Der erste Firmensitz war im Haus am Eisernes Tor Nr. 3. Im Jahre 1935 wurde der von der insolventen „Creditanstalt für Handel und Gewerbe“ das Haus Kaiserfeldgasse 5 erworben. Ein Jahr später wurde der Firmensitz dorthin verlegt.
1938 kam es zur Trennung von Geld und Revision. Der „Landesverband der steirischen Raiffeisenkassen“ wurde in „Raiffeisen-Zentralkasse Südmark“ umbenannt und widmete sich ausschließlich dem Geldverkehr. Als Revisionsverband wurde der „Verband der südmärkischen landwirtschaftlichen Genossenschaften – Raiffeisen“, der heutige „Raiffeisenverband Steiermark“ gegründet. 1942 erfolgte die Umbenennung in „Raiffeisen-Zentralkasse Steiermark“. Ein Jahr später verschmolz die 1901 als „Bauernvereinskasse für Mittel- und Obersteiermark in Graz“ gegründete „Steirische Bauernkasse“ mit der Raiffeisen-Zentralkasse Steiermark.
Nach dem Zweiten Weltkrieg trennten sich die beiden Institute 1950 wieder, die Steirische Bauernkasse blieb aber personell eng an die Raiffeisen-Zentralkasse Steiermark gebunden. 1966 wurde aus der Steirischen Bauernkasse die „Steirische Raiffeisenbank in Graz“. 1975 nahm die Raiffeisen-Zentralkasse ein erstes Rechenzentrum in der Kaiserfeldgasse in Betrieb. Ein Jahr später wurde mit der Errichtung eines weiteren Rechenzentrums in Raaba begonnen.
1989 erfolgte die Umbenennung in „Raiffeisenlandesbank Steiermark“. 1998 übernahm diese das Bankgeschäft der „Steirischen Raiffeisenbank in Graz“. Seither betreibt die Raiffeisenlandesbank zehn eigene Bankstellen, neun davon befinden sich in Graz und eine in Frohnleiten. Im selben Jahr erwarb die Raiffeisenlandesbank Steiermark 49 % an der Landes-Hypothekenbank Steiermark AG, sie wurde damit nach dem Land Steiermark zum zweitgrößten Eigentümer dieser Bank. Im Jahr 2002 stockte sie ihren Anteil an der Landes-Hypothekenbank auf 75 % weniger zwei Aktien auf. Im Jahre 2005 erfolgte die Umwandlung der „Raiffeisenlandesbank Steiermark reg.Gen.m.b.H.“ zur „Raiffeisen-Landesbank Steiermark AG“.
Die Betriebsstätte in Raaba entwickelte sich seit der Aufstockung 1993/94 sukzessive zu einem großen Standort der Bank. 2014 wurde hier mit dem Raiffeisen-Multifunktionszentrum Steiermark eine neue Zentrale errichtet, die mit rund 800 Mitarbeitern mehr Kompetenz denn je an einem gemeinsamen Ort vereint. Das Gebäude ist als „Herzstück des steirischen Raiffeisenverbundes“ konzipiert und beheimatet Serviceeinheiten für sämtliche Produkt und Geschäftsfelder, das Raiffeisen-Rechenzentrum so wie das Aus- und Weiterbildungszentrum.
2019 wird die Raiffeisen-Landesbank Steiermark AG 100%ige Eigentümerin der Landes-Hypothekenbank Steiermark AG. Ende August 2021 wurde die HYPO mit der Raiffeisen-Landesbank Steiermark verschmolzen und in die Raiffeisen-Bankengruppe eingegliedert.

## Kennzahlen und Berichte
Heute bildet die Bank gemeinsam mit den 56 selbständigen steirischen Raiffeisenbanken die größte Bankengruppe in Südösterreich. Die Raiffeisen-Bankengruppe Steiermark betreute 2018 in 250 Bankfilialen in der Steiermark rund 820.000 Privat- und Kommerzkunden.
Die Raiffeisen-Landesbank ist einerseits Bank und Servicezentrale für die  steirischen Raiffeisenbanken, andererseits aber auch eine Wirtschafts-, Industrie- und Retailbank.
Die Raiffeisen-Landesbank Steiermark beschäftigte mit Stichtag 31. Dezember 2018 922 Mitarbeiter und erreichte 2018 als Konzern (RLB AG plus Hypobank Steiermark) eine Bilanzsumme von 15,1 Mrd. Euro.
Die erstmalige Ratingerteilung für die Raiffeisen-Landesbank Steiermark durch die Rating-Agentur Moody’s erfolgte im Jahr 2011. 2018 wurden das Rating von Baa1 und ein stabiler Ausblick bestätigt.
Seit 1. Oktober 2013 ist Martin Schaller Vorsitzender des Vorstandes der Raiffeisen-Landesbank Steiermark AG. Seit 28. Juni 2021 ist Josef Hainzl Präsident des Aufsichtsrates, er folgt Wilfried Thoma nach, der nach 18 Jahren sein Amt übergab.